# Манчини, Гортензия
Гортензия Манчини (итал. Ortensia Mancini, фр. Hortense Mancini; 6 июня 1646[…], Рим — 2 июля 1699, Челси, Лондон) — французская аристократка итальянского происхождения, одна из мазаринеток, фаворитка французского короля Людовика XIV и английского короля Карла II, автор мемуаров. С 1661 года — после вступления в брак — герцогиня Мазарини.

## Ранние годы, семья и брак
Гортензия была пятой из семи дочерей и восьмым ребёнком барона Микеле Лоренцо ди Манчини и его супруги Жеронимы Мазарини, и, таким образом, племянницей регента Франции, кардинала Жюля Мазарини. После смерти мужа Жеронима перевезла дочерей в Париж, в надежде при помощи брата устроить выгодные браки.
У Гортензии было шесть сестёр и три брата:
- Лаура Манчини (1636—1657), в браке с Луи де Бурбон-Вандомом
- Паоло Джулио Манчини (1636—1652/1654), близнец Лауры, погиб в бою
- Олимпия Манчини (1638—1708), в браке с Евгением Морицем Савойским (1635—1673)
- Мария Манчини (1639—1715), в браке с Лоренцо Онофрио Колонна[итал.]
- Филиппе Жуль Манчини (1641—1707), в браке с Габриэль де Дама де Тьянж
- Маргарита Манчини (1643-?)
- Альфонсо Манчини (1643—1658)
- Анна Манчини (1647—?)
- Мария Анна Манчини (1649—1714), в браке с Морисом Жодефруа де ла Тур д’Овернь, герцогом де Буйон[итал.] (1636—1721)

Вместе со своей сестрой Марией, Гортензия была самой красивой из т. н. мазаринеток и любимицей дяди-кардинала. Жюль Мазарини сделал её наследницей титула герцогов Мазарини при том условии, что её будущий супруг примет имя и герб фамилии Мазарини.

### Кандидаты в мужья
В 1659 году английский король Карл II, двоюродный брат Людовика XIV, сделал Гортензии предложение, но оно было отвергнуто кардиналом Мазарини, считавшим, что изгнанный король не имеет перспектив. Мазарини понял свою ошибку, когда Карл снова стал королём Англии всего несколько месяцев спустя. Мазарини предложил Карлу Гортензию и 5 млн. ливров в качестве приданого, но Карл отказался. Предложение Гортензии сделал Карл Савойский, другой кузен Людовика, но Мазарини снова ответил отказом. Отказ также получил и Карл V, герцог Лотарингии.

### Брак
1 марта 1661 года пятнадцатилетняя Гортензия вышла замуж за Армана-Шарля де Лапорта, маркиза де Ла-Мейере, принявшего после этого титулы герцога Мазарини и Майеннского. Отец Армана-Шарля, герцог Шарль де Ла-Мейере, был маршалом Франции. Будучи родственником Армана-Жана дю Плесси, герцога де Ришельё, Арман-Шарль был одним из немногих французских аристократов, постоянно поддерживавших кардинала Мазарини. После смерти кардинала Гортензия Манчини стала самой богатой женщиной королевства.
Брак не был счастливым. Гортензия была молодой, яркой и популярной; её муж был человеком скупым и очень ревнивым, кроме того он страдал психическим расстройством. Он запретил дояркам работать, так как считал, что коровье вымя несёт в себе сексуальный подтекст. Всем служанкам выбили передние зубы, чтобы те не привлекали мужского внимания. Он запретил жене находиться в обществе других мужчин, среди ночи устраивал в её комнате поиски любовников, заставлял её тратить на молитву четверть дня, и, в конце концов, вынудил её покинуть Париж и отправиться с ним в глубь страны.
Именно в этот период у Гортензии завязывается роман с шестнадцатилетней Сидони де Курсель. В попытке исправить безнравственность жены, Арман отсылает обеих девушек в монастырь. Попытка проваливается: девушки разыгрывают монахинь (добавляют чернила в Святую воду, мочат монахиням постели) и выбираются на свободу через трубу.
Несмотря на все проблемы, в браке с Арманом родилось четверо детей:
- Мария Шарлотта де Ла-Порт Мазарини (1662—1729)
- Мария Анна де Ла-Порт Мазарини (1663—1720)
- Мария Олимпия де Ла-Порт Мазарини (1665—1754)
- Поль Жюль де Ла-Порт, герцог Мазарини и Майеннский (1666—1731)

В ночь на 13 июня 1668 года, оставив детей с мужем, Гортензия сбежала в Рим, где укрылась у сестры Марии.
Французский король Людовик XIV объявляет себя покровителем Гортензии и предоставляет ей годовую пенсию в сумме 24 тыс. ливров. Бывший жених Гортензии Карл Савойский также объявляет себя её защитником. Гортензия переезжает в Шамбери, где её дом становится местом встреч поэтов, философов и художников. После смерти герцога его вдова, подозревавшая Гортензию в связи со своим мужем, выгоняет её из дома.

## Карл II
После смерти герцога Савойского Гортензия остаётся без средств к существованию: её муж заморозил все доходы, в том числе и выплаты короля. Английский посол Ральф Монтегю, сознавая всю тяжесть положения Гортензии, приглашает её в Англию. Он надеялся, что она сможет заменить фаворитку короля Луизу Рене де Керуаль. Гортензия готова была попробовать. В 1675 году она отправляется в Лондон под предлогом визита к жене младшего брата Карла — Марии Моденской. Путешествие она совершает, переодевшись в мужчину.
К середине 1676 года Гортензия выполняет задуманное и занимает при Карле место Луизы. Король предоставляет ей пенсию в 4000 фунтов, что решает финансовые проблемы герцогини, и небольшой замок, в котором она проводит литературные салоны.
Монтегю писал:
Я пошёл повидаться с мадам де Портсмут [Луиза Керуаль]. Она открыла мне своё сердце… объяснила мне, какое горе каждый день доставляют ей частые визиты короля к мадам де Сассекс [Гортензия Манчини].

### Падение
Такое положение дел могло долго сохраняться, если бы не беспорядочные половые связи Гортензии. Её быстро окрестили в Англии «итальянской шлюхой».
Во-первых, она была замечена в однополой связи с Анной, графиней Сассекс, незаконнорождённой дочерью короля от Барбары Вильерс. Кульминация этой истории наступила после дружеского турнира по фехтованию в Сент-Джеймсском парке, когда женщин застали в ночных рубашках, после чего
муж Анны отправил её в деревню. Там она отказалась что-либо делать, лишь лежала в постели и целовала миниатюру Гортензии.
Во-вторых, она завела роман с Луи Гримальди Карл был против и лишил её пенсии, правда, в течение нескольких дней он раскаялся и возобновил платежи. Однако, это лишало Гортензию статуса главной фаворитки короля. Хотя она и Карл всё ещё оставались друзьями, герцогиня Портсмут вернулась к роли ’maitresse en titre’. Тем не менее, Гортензия поддерживала хорошие отношения с королём до самой его смерти.

## После смерти Карла
После смерти Карла Гортензия устроилась хорошо, поскольку была родственницей новой королевы. Даже когда король Яков бежал из страны, а к власти пришли Вильгельм и Мария, она сохраняла позицию, хотя и получала меньшую пенсию. Гортензия открыла салон интеллектуалов. Её близким другом стал писатель Шарль-Маржетель де Сен-Эвремон. С ним её салон стали посещать учёные мужи Лондона.
За исключением Королевы Марго, Гортензия и её сестра Мария были первыми французскими женщинами, которые издали свои мемуары. Двигало ими желание стать независимыми от своих жестоких мужей.

## Смерть
Гортензия, вероятно, покончила жизнь самоубийством 9 ноября 1699 года. Мужу удалось разыграть драму и после её смерти: он возил тело жены рядом с собой во время путешествия по Франции, пока, наконец, не позволил ей упокоиться рядом с могилой её дяди, кардинала Мазарини.

## Потомки
Сын Гортензии, Поль Жюль де Ла-Порт, герцог Мазарини и де Майенн, имел двух детей. Его дочь Арманда Фелис де Ла-Порт Мазарини (1691—1729) с 1709 года была замужем за Луи де Майи. В этом браке она стала матерью пяти дочерей, четыре из которых стали любовницами Людовика XV:
- Луиза Жули де Мейлли[англ.], Мадемуазель де Майи, Графиня Майи (1710—1751);
- Паулин Филисите де Мейлли[англ.], Мадемуазель де Нель, Маркиза де Вентимиль (1712—1741);
- Диана Аделаида де Мейлли[англ.], Мадемуазель де Монкаврель, Герцогиня де Лораге (1714—1769);
- Гортензия Филисите де Майи, Мадемуазель де Шалон, Маркиза де Флаванкур (1715—1763);
- Мария Анна де Мейлли[англ.], Мадемуазель де Монши, Маркиза де ла Турнель, Герцогиня де Шатору (1717—1744).

Арманда Филисите также имела внебрачную дочь Генриетту де Бурбон, мадемуазель де Верней (1725—1780), от связи с Конде, главным министром Людовика XV с 1723 по 1726 год.
Праправнучка Гортензии Луиза д’Омон Мазарини, выйдя замуж за Оноре Гримальди в 1777 году, передала титул герцогов Мазарини фамилии Гримальди, правившей в Монако. В наши дни его также носит князь Монако.